# Унгуляти
Унгуляти (Ungulata) — надряд плацентарних, який об'єднує найбільших ссавців сучасності. Унгуляти налічують приблизно 374 сучасні види у 26 родинах.
Унгуляти є наймолодшою в еволюційному плані надрядовою групою ссавців, у тому числі при порівняннях з надрядами комахоїдних (мідицеподібні, їжакоподібні), архонт (примати, кажани), хижих тощо.

## Історія класифікації
Вихідним розумінням обсягу унгулят є поняття «копитні». Копитні — це штучна систематична група, яка об'єднує дві різні групи великих ссавців за ознакою наявності копит: парнокопитних (корови, зубри, кози, свині, олені, жирафи), непарнокопитних (коні, зебри). Після з'ясування більшої родинності кожної з груп копитних з іншими групами ссавців, ніж різних груп копитних між собою, було створено кілька нових класифікацій, які визнавали такі класифікаційні групи, як:
- парнокопитні + китоподібні
- дамани + хоботні
- парнокопитні + мозоленогі
- і багато інших комбінацій.

У зв'язку з цим поняття копитних було суттєво переглянуто, і поняття «копитних» розширено до більш широкого таксона — Ungulata, який включає власне копитних та інші родинні до них групи ссавців. Цей процес ревізій ще далекий від завершення.

## Таксономія
вимерлі ряди:
- ряд †Astrapotheria (?)
- ряд †Pyrotheria (?)
- ряд †Dinocerata (?)
- ряд †Xenungulata (?)
- ряд †Desmostylia (?)
- ряд †Litopterna (?)
- ряд †Notoungulata (?)
- ряд †Arctocyonia (?)
- ряд †Mesonychia (?)

сучасні ряди й родини:
- ряд Perissodactyla
  - підряд Hippomorpha
    -       - родина Equidae

  - підряд Ceratomorpha
    -       - родина Tapiridae
      - родина Rhinocerotidae
- ряд Artiodactyla
  - підряд Tylopoda
    -       - родина Camelidae

  - підряд Suina
    -       - родина Suidae
      - родина Tayassuidae

  - підряд Ruminantia
    -       - родина Antilocapridae
      - родина Bovidae
      - родина Cervidae
      - родина Giraffidae
      - родина Moschidae
      - родина Tragulidae

  - підряд Whippomorpha
    - інфраряд Acodonta
      - родина Hippopotamidae

    - інфраряд Cetacea
      - родина Balaenidae
      - родина Balaenopteridae
      - родина Cetotheriidae
      - родина Delphinidae
      - родина Monodontidae
      - родина Phocoenidae
      - родина Kogiidae
      - родина Physeteridae
      - родина Ziphiidae
      - родина Platanistidae
      - родина Iniidae
      - родина Pontoporiidae
      - родина Lipotidae